# So Good (album de Zara Larsson)
Pour les articles homonymes, voir So Good.
Albums de Zara Larsson
The Remixes
(2015)
Singles
1. Lush Life
Sortie : 5 juin 2015
2. Never Forget You
Sortie : 22 juillet 2015
3. Ain't My Fault
Sortie : 2 septembre 2016
4. I Would Like
Sortie : 11 novembre 2016
5. So Good
Sortie : 27 janvier 2017
6. Symphony
Sortie : 17 mars 2017
7. Don't Let Me Be Yours (en)
Sortie : 12 mai 2017
8. Only You (en)
Sortie : 11 août 2017

So Good est le deuxième album studio de la chanteuse suédoise Zara Larsson, sorti le 17 mars 2017 sous les labels TEN et Epic Records.
Il est le premier album de la chanteuse publié en dehors des pays nordiques.

## Liste des pistes
| 1.    | What They Say                                  | - Marco Borrero - Mark Landon (en) - Olivia Charlotte Waithe | MNEK                                     | 3:38 |
| 2.    | Lush Life                                      | - Emanuel Abrahamsson - Marcus Sepehrmanesh - Linnea Södahl - Fridolin Walcher (en) - Christoph Bauss - Iman Conta Hultén                                        | - Freedo (en) - Shuko                    | 3:20 |
| 3.    | I Would Like                                   | - Zara Maria Larsson - James Abrahart (en) - Alexander Izquierdo - Marcus Lomax - Stefan Johnson - Jordan Johnson - Oliver Peterhof - Karen Chin - Anthony Kelly | - The Monsters & Strangerz (en) - German | 3:44 |
| 4.    | So Good (featuring Ty Dolla Sign)              | - Charles Puth Jr. - Danny Schofield (en) - Tyrone William Griffin Jr. - Jacob Kasher Hindlin - Gamal Lewis                                                      | - Charlie Puth - DannyBoyStyles (en)     | 2:46 |
| 5.    | TG4M                                           | - Joakim Haukaas - Marcus Sepehrmanesh - Linnea Södahl | Kid Joki                                 | 2:52 |
| 6.    | Only You (en)                                  | - Joakim Berg (en) - Michel Flygare - Tobias Jimson - Petra Marklund - Marcus Sepehrmanesh                                                                       | - Astma & Rocwell - Markus Sepehrmanesh  | 3:42 |
| 7.    | Never Forget You (avec MNEK)                   | - Zara Maria Larsson - Uzoechi Osisioma Emenike - Aaron Davey | - MNEK - Astronomyy                      | 3:32 |
| 8.    | Sundown (featuring Wizkid)                     | - Zara Maria Larsson - Brian Garcia - Tor Erik Hermansen - Mikkel Storleer Eriksen - Jacob Kasher Hindlin - Paul Shaouy - Ammar Malik (en)                       | - Paul Shaouy - Brian Garcia - Stargate  | 3:25 |
| 9.    | Don't Let Me Be Yours (en)                     | - Zara Maria Larsson - Steve McCutcheon (en) - Johnny McDaid - Edward Christopher Sheeran                                                                        | Steve Mac (en)                           | 3:19 |
| 10.   | Make That Money Girl                           | - Zara Larsson - Ajay Bhattacharya (en) - Victor Kwesi Mensah - Kaj Erik Persson Hassle (en) - Daniel Ladinsky (en) - John Hill (en) - Marcus Sepehrmanesh       | - Stint (en) - John Hill                 | 3:18 |
| 11.   | Ain't My Fault                                 | - Zara Larsson - Uzoechi Osisioma Emenike - Marcus Sepehrmanesh                                                                                                  | - MNEK - Mike Spencer (en)               | 3:44 |
| 12.   | One Mississippi                                | - Julia Michaels - Fred Ball (en) | Fred Ball                                | 3:07 |
| 13.   | Funeral                                        | - Zara Larsson - Jason Gill - Ana Diaz | - Jason Gill - Marcus Sepehrmanesh       | 3:35 |
| 14.   | I Can't Fall in Love Without You               | - Christian Waltz - Hampus Lindvall - Jerker Hansson | Hampus Lindvall                          | 2:57 |
| 15.   | Symphony (Clean Bandit featuring Zara Larsson) | - Jack Patterson - Ammar Malik - Ina Wroldsen - McCutcheon | - Clean Bandit - Mark Ralph              | 3:32 |
| 50:31 |                                                | |                                          |      |

## Classements et certifications
| Classement (2017)                  | Meilleure position |
| ---------------------------------- | ------------------ |
| Allemagne (Media Control AG)       | 29                 |
| Australie (ARIA)                   | 7                  |
| Autriche (Ö3 Austria Top 40)       | 28                 |
| Belgique (Flandre Ultratop)        | 19                 |
| Belgique (Wallonie Ultratop)       | 46                 |
| Canada (Canadian Albums)           | 15                 |
| Danemark (Tracklisten)             | 8                  |
| Écosse (OCC)                       | 8                  |
| Espagne (Promusicae)               | 29                 |
| États-Unis (Billboard 200)         | 26                 |
| Finlande (Suomen virallinen lista) | 6                  |
| France (SNEP)                      | 68                 |
| Irlande (IRMA)                     | 4                  |
| Italie (FIMI)                      | 81                 |
| Japon (Oricon)                     | 51                 |
| Norvège (VG-lista)                 | 2                  |
| Nouvelle-Zélande (RIANZ)           | 9                  |
| Pays-Bas (Mega Album Top 100)      | 7                  |
| Pologne (ZPAV)                     | 47                 |
| Portugal (AFP)                     | 48                 |
| Royaume-Uni (UK Albums Chart)      | 7                  |
| Suède (Sverigetopplistan)          | 1                  |
| Suisse (Schweizer Hitparade)       | 15                 |
| Suisse (Charts Romandie)           | 22                 |

| Classement (2017)             | Position |
| ----------------------------- | -------- |
| Australie (ARIA Charts)       | 83       |
| Belgique (Ultratop)           | 103      |
| Danemark (Hitlisten)          | 30       |
| Nouvelle-Zélande (RIANZ)      | 25       |
| Pays-Bas (MegaCharts)         | 31       |
| Royaume-Uni (UK Albums Chart) | 25       |
| Suède (Sverigetopplistan)     | 4        |
| Classement (2018)             | Position |
| Belgique (Ultratop)           | 184      |
| Danemark (Hitlisten)          | 60       |
| Suède (Sverigetopplistan)     | 22       |
| Classement (2019)             | Position |
| Danemark (Hitlisten)          | 84       |
| Suède (Sverigetopplistan)     | 52       |

### Certifications
| Région | Certification | Ventes/Streams |
| --- | ------------- | -------------- |
| Australie (ARIA) | Or            | 35 000^        |
| Canada (Music Canada) | Platine       | 80 000^        |
| Danemark (IFPI Danmark) | Platine       | 20 000*        |
| États-Unis (RIAA) | Or            | 500 000‡       |
| Norvège (IFPI Norway) | Platine       | 30 000*        |
| Nouvelle-Zélande (RMNZ) | Or            | 7 500^         |
| Pays-Bas (NVPI) | Or            | 20 000^        |
| Royaume-Uni (BPI) | Or            | 100 000^       |
| France (SNEP) | Or            | 15 000 000^    |
| Suède (GLF) | 2 × Platine   | 60 000^        |
| *Ventes selon la certification ^Mise en rayon selon la certification xNon précisé par la certification ‡ventes/streaming selon la certification |               |                |